# Abtei Saint-Faron (Meaux)

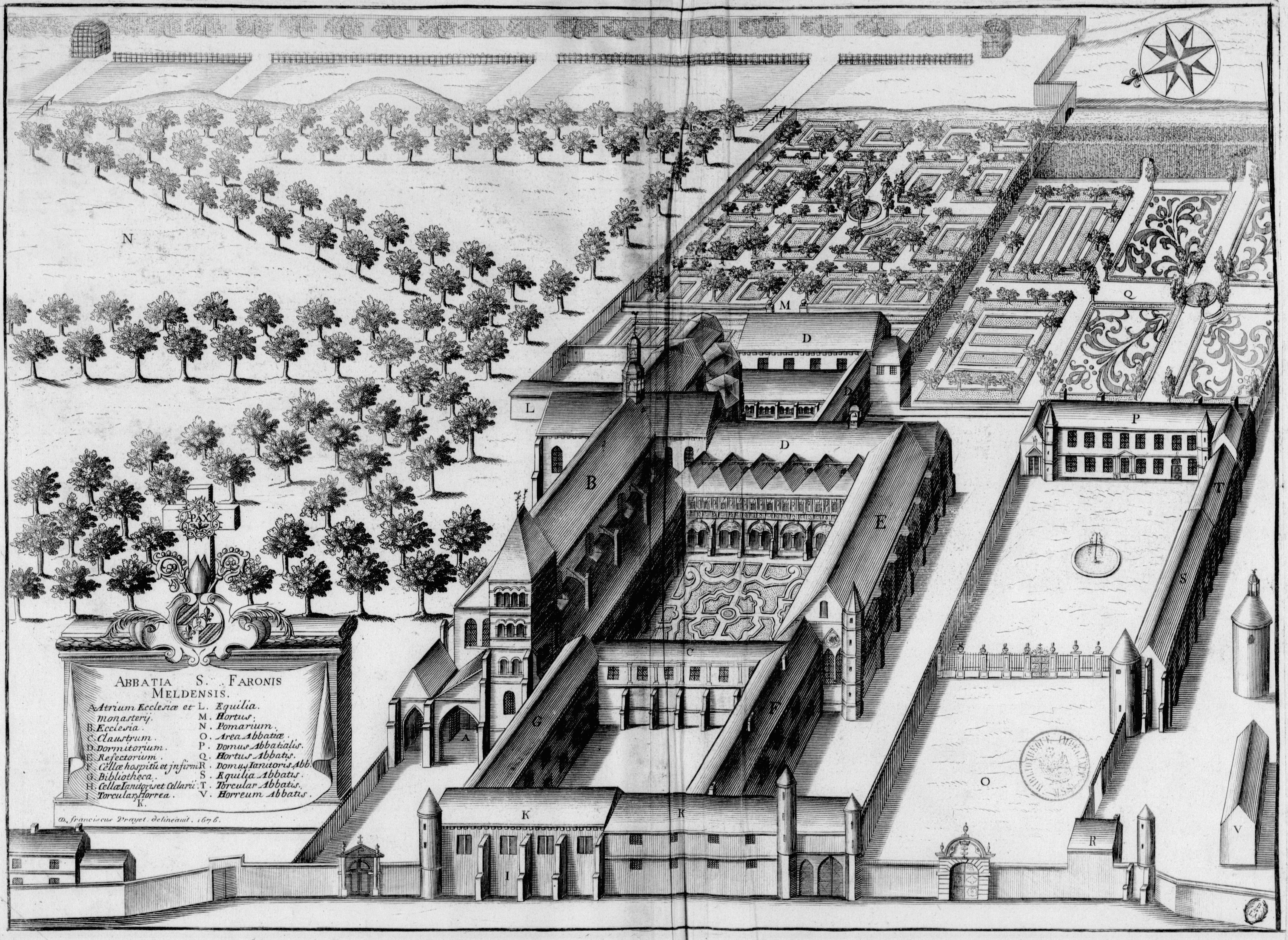
Die Abtei Saint-Faron de Meaux auf einem Kupferstich aus dem Monasticon Gallicanum (17. Jahrhundert), von Michel Germain (1645–1645) und Achille Peigné-Delacourt (1797–1881), Bibliothèque nationale de France

Die Abtei Saint-Faron im nördlichen Vorort von Meaux war eine der wichtigsten Klostersiedlungen der Stadt. Sie ist jetzt vollständig aus der Stadtlandschaft gelöscht, und nur durch alte Ikonographie, Archive und Archäologie kann ihre Geschichte zurückverfolgt werden.

## Geschichte
Die Abtei wurde im 7. Jahrhundert vom heiligen Faron, Bischof von Meaux (um 626 bis 675), gegründet, der sie als Tochterkloster der Abtei Luxeuil unterstellte, sich hier beerdigen ließ und dessen Namen sie später annahm, nachdem sie zuerst dem Heiligen Kreuz (Sainte Croix) geweiht war. Ende des 11. Jahrhunderts wurde sie von Adèle de Crépy, der Ehefrau des Grafen Theobald I. von Champagne, als Begräbnisstätte gewählt, der der Wiederaufbau des Heiligtums zugeschrieben wird. Im 12. Jahrhundert wurden umfangreiche Arbeiten durchgeführt, möglicherweise im Zusammenhang mit der Überführung der Reliquien des heiligen Faron im Jahr 1140.

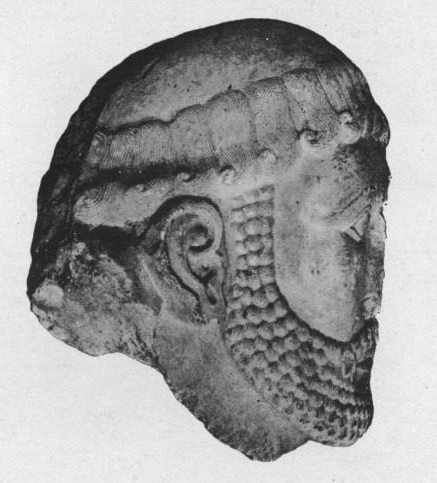
Kopf des Grabmals Ogiers des Dänen, Musée Bossuet

Das sogenannte Mausoleum von Ogier dem Dänen, von dem noch der Kopf erhalten ist (im Musée Bossuet in Meaux), stammt ebenfalls aus dem 12. Jahrhundert. Im 13. Jahrhundert erlebte die Abtei erneut eine große Baukampagne, die durch die Fundamente der Strahlenkapellen belegt wird, die 1991 bei Ausgrabungen an der Südseite des Dachreiters gefunden wurden. Auch die Klostergebäude wurden erneuert: Der von Claude Chastillon veröffentlichte Stich zeigt, dass es einen großen Kreuzgang und ein Refektorium gab, die im Strahlenstil gebaut wurden.
Der Hundertjährige Krieg fügte der Abtei jedoch zahlreiche Schäden zu, von denen sie sich erst in der zweiten Hälfte des 15. Auch das Abteigebäude wurde gegen Anfang des 16. Jahrhunderts wieder aufgebaut. Im Jahr 1562 wurde die Abtei von den Protestanten geplündert.
Im Jahr 1618 trat sie der Congrégation de Saint-Maur bei. Dieser Reform folgten 1622 Bauarbeiten. Während der Amtszeit von Pierre de Bullion (1632–1659) wurden der Kreuzgang und die Abteigebäude renoviert. 1702–1703 begann Prior Jacques Houdart mit der Renovierung des Sanktuariums: Bruder Guillaume de la Tremblaie entwarf einen neuen Hochaltar und d’Orbay der Jüngere einen Lettner sowie einen kleinen Marmoraltar, wobei die Zeichnungen dieser Bauten in der Bibliothèque nationale de France aufbewahrt werden. Um 1715 wurde ein neues Gebäude errichtet, das als Gasthaus und Krankenstation dienen sollte. Die Abteikirche wurde ab 1751 unter der Leitung von Jean-Baptiste-Alexandre Totin, dem für die Arbeiten am Hôtel-Dieu in Paris verantwortlichen Architekten, grundlegend umgebaut. Der Grundstein für die neue Abteikirche wurde am 9. Juli 1753 gelegt. Laut dem Almanach von 1774 wurde auch ein neues Portal von Totin nach dem Vorbild der Fassade des Oratoriums in Paris errichtet. Die Skulpturen dieses Portals wurden von einem gewissen Chenu angefertigt, bei dem es sich wahrscheinlich um Nicolas François Chenu handelt, einen Bildhauer, der 1755 in die Académie de Saint-Luc in Paris aufgenommen wurde. Diese Wiederaufbaukampagne ging mit einer wichtigen liturgischen Änderung einher: der Aufstellung eines Altars im „römischen Stil“ im Sanktuarium.
Während der Revolution wurde die Abtei Saint-Faron in zwei Losen in den Jahren 1791 und 1797 als Nationalgut verkauft. Das erste Los, das die Abteikirche und die Konventsgebäude umfasste, wurde sehr schnell zerstört. Das zweite Los, das Hôtel des Abtes, wurde 1921 in ein Kloster der Visitantinnen umgewandelt. Diese fügten 1931 einen rechtwinkligen Flügel an das alte Abteigebäude an. Die radikalsten Umbauten wurden jedoch 1992/93 im Rahmen des Baus des Lycée Bossuet (damals Institution Saint-Geneviève) durchgeführt, wodurch das alte Gebäude unkenntlich gemacht wurde. Die Abtei ist daher heute bis auf ein Nebengebäude mit Fachwerkstruktur und einen Gewölbekeller aus dem 15. Jahrhundert verschwunden.